# گلیچاروف گورنه
گلیچاروف گورنه (به لهستانی:  Gliczarów Górny) یک روستا در لهستان است که در گمینا بیاو دونایتس واقع شده‌است.
 گلیچاروف گورنه  ۸۱۸ نفر جمعیت دارد.